# 60ml: Last Order
60ml: Last Order es un cortometraje en malabar de 2014 sobre el alcoholismo, escrito y dirigido por Krishna Murali. Esta película se publicó en YouTube en junio de 2014.

## Argumento
La película comienza con una cita de F. Scott Fitzgerald. Gira en torno a Thomas (Larish), un hombre cuyo alcoholismo finalmente destruye su vida. Hace 15 años, sus amigos le introdujeron en el alcohol para conseguir una novia. En la universidad, se salta clases para ir a beber. Después de graduarse, se niega a encontrar trabajo y prefiere seguir bebiendo. Cuando su novia rompe con él, comienza a beber aún más y finalmente descubre que ha olvidado y perdido todas las habilidades y el talento que alguna vez tuvo. La película termina con Larish desplomado sin rumbo fijo sobre una mesa.

## Producción

### Rodaje
60ml: Last Order se rodó íntegramente con un Nokia Lumia.

### Ubicación
Una parte importante de esta película se rodó en Thiruvananthapuram.

## Conciencia social
Un artículo sobre esta película, titulado "Diario de un alcohólico", se publicó en el New Indian Express, así como en los medios en línea de Keralan, como "Ente City" y "One India Mayalam".